# Alain Sars
Alain Sars (Dombasle-sur-Meurthe, 30 aprile 1961) è un ex arbitro di calcio francese.

## Carriera
Nato a Dombasle-sur-Meurthe, nel nord-est della Francia, e attivo come consulente fiscale, inizia ad arbitrare da giovane, a 14 anni. Arriva in Division 1 nella stagione 1990-1991, a 30 anni, ma deve attendere quella successiva per l'esordio, che avviene il 23 novembre 1991, in Rennes-Saint-Étienne 0-0 del 23 novembre 1991, diciannovesima di campionato. Nel 1993 diventa arbitro internazionale, dopo che aveva già diretto un'amichevole tra nazionali maggiori, Bulgaria-Portogallo 1-2 dell'11 novembre 1992 a Saint-Ouen. Il 13 settembre 1994 debutta nelle coppe europee, nell'andata dei trentaduesimi di finale di Coppa UEFA in Irlanda del Nord, nella gara tra i padroni di casa del Linfield e i danesi dell'Odense, terminata 1-1. Il 16 novembre dello stesso anno dirige la sua prima gara ufficiale tra nazionali, il 5-0 della Georgia sul Galles a Tbilisi nelle qualificazioni all'Europeo inglese del 1996. Nell'aprile 1995 viene scelto per il Mondiale Under-20 in Qatar, dove arbitra tre partite. Il 13 settembre dello stesso anno esordisce in Champions League, nella gara della fase a gironi in Romania tra la Steaua Bucarest e gli scozzesi dei Rangers, vinta dai padroni di casa per 1-0. Il 10 maggio 1997 viene designato per la finale di Coppa di Francia a Parigi tra Nizza e Guingamp, vinta dai primi per 4-3 ai calci di rigore. Il 17 ottobre dello stesso anno dirige l'unica gara della sua carriera in Coppa delle Coppe, l'andata degli ottavi di finale tra Benfica e i russi della Lokomotiv Mosca, vinta dai portoghesi per 1-0. In AIK-Barcellona del 14 settembre 1999, gara della fase a gironi di Champions League, si rende protagonista di un errore, quando fa ripartire il gioco, fermo per l'esecuzione di un calcio d'angolo da parte degli spagnoli, nonostante gli svedesi fossero nel mezzo di una doppia sostituzione, con i subentranti non ancora entrati in campo. Il Barça pareggiò nell'occasione (86º minuto) con Abelardo, per poi vincere al 90' grazie al gol di Dani. Ad inizio 2000 viene scelto per la Coppa d'Africa in Ghana e Nigeria, dove arbitra due gare. Il 19 luglio 2001 arbitra la Supercoppa francese giocata a Strasburgo tra i padroni di casa e il Nantes campione di Francia, che vince la gara per 4-1. Il 20 aprile 2002 dirige la finale di Coppa di Lega a Saint-Denis tra Bordeaux e Lorient, vinta per 3-0 dai girondini. Il 31 maggio 2003 arbitra la finale di Coppa di Romania a Bucarest, tra due squadre della città, la Dinamo e il National allenato da Walter Zenga, gara vinta dai primi per 1-0. Il 6 aprile 2005 viene designato per l'euroderby di Milano, andata dei quarti di finale di Champions League, in casa del Milan, vincitore grazie alle reti di Stam sul finale del primo tempo e di Ševčenko nel secondo. Nello stesso mese, dopo un derby italiano, ne arbitra anche uno inglese nella stessa competizione, Chelsea-Liverpool del 27 aprile, semifinale d'andata, terminata 0-0. Nella stagione successiva, l'ultima della sua carriera, viene scelto per il Mondiale per club in Giappone, giunto alla seconda edizione, la prima dopo l'abolizione della Coppa Intercontinentale, dove dirige la semifinale del 14 dicembre 2005 tra i sauditi dell'Al-Ittihad e i brasiliani del San Paolo, vinta da questi ultimi per 3-2. Il 18 aprile 2006 è protagonista ancora di una semifinale di Champions, la gara d'andata tra Milan e Barcellona, terminata 0-1 per gli ospiti, che sarà la sua ultima sfida in campo internazionale. Termina la carriera dopo 178 gare in Ligue 1 dirigendo Troyes-Nizza 1-2 del 13 maggio 2006, ultima di campionato. Nello stesso anno era stato inserito tra i 44 candidati per il Mondiale in Germania, senza però venire scelto per la competizione.